# Boskruiskruid
Boskruiskruid (Senecio sylvaticus) is een eenjarige plant uit de composietenfamilie (Asteraceae), die verspreid voorkomt in heel Europa en vooral te vinden is in lichte bossen, langs bosranden en op kapvlaktes.

## Naamgeving enetymologie
- Duits: Wald-Greiskraut
- Engels: Woodland ragwort, Heath groundsel

De botanische naam Senecio is afgeleid van het Latijnse senex (oude man), naar de witte beharing van de uitgebloemde bloemhoofdjes. De soortaanduiding sylvaticus is eveneens Latijn en betekent 'van het bos'.

## Kenmerken
Boskruiskruid is een eenjarige kruidachtige plant die 15 tot 50 cm hoog kan worden. De stengel is onbehaard tot verspreid wollig behaard, maar in tegenstelling tot het kleverig kruiskruid niet kleverig. Wel geeft hij een onaangename geur af. De bladeren zijn tot veerdelig, aanvankelijk geelachtig groen, later vaak rood aangelopen, de middelste en bovenste bladeren halfstengelomvattend met getande oortjes.
De bloeiwijze is een losse pluim met 12 tot 24 bloemhoofdjes, elk ongeveer 5 mm in doorsnede. De bloemstengels dragen verspreide, korte klierharen en meestal talrijke lange, wollige klierloze haren, die een spinnenwebachtige beharing vormen. Per bloemhoofdje zijn er één tot acht teruggeslagen, gele lintbloemen; ze kunnen ook volledig ontbreken. In het midden zitten gele, radiaal symmetrische buisbloemen.
De vrucht is een nootje, rondom voorzien van korte, aangedrukte haren.
De plant bloeit van juli tot september.

## Ecologie
Boskruiskruid groeit voornamelijk op open, kalkarme, droge humeuze bodem in open bossen, langs bosranden, in struwelen, op akkers en kapvlaktes, tot op 1.800 m hoogte.

### Plantensociologie
Boskruiskruid is een kensoort van de wilgenroosje-associatie (Senecioni sylvatici-Epilobietum angustifolii).

## Verspreiding
Boskruiskruid komt van nature verspreid voor in Europa en is geïntroduceerd in Noord-Amerika.
In Nederland is de soort algemeen in de Pleistocene districten en in de Duindistricten, en elders zeldzaam.
... · 
S. alpinus · 
S. bosniacus · 
S. doronicum · 
S. fluviatilis (Rivierkruiskruid) · 
S. glastifolius · 
S. halleri · 
S. haworthii · 
S. helenitis (Spatelkruiskruid) · 
S. inaequidens (Bezemkruiskruid) · 
S. incanus · 
S. keniensis · 
S. keniodendron · 
S. ovatus (Schaduwkruiskruid) · 
S. squalidus (Glanzend kruiskruid) · 
S. sylvaticus (Boskruiskruid) · 
S. triangularis · 
S. vernalis (Oostelijk kruiskruid) · 
S. viscosus (Kleverig kruiskruid) · 
S. vulgaris (Klein kruiskruid) · 
S. wootonii · 
...